# 郭杰瑞
郭杰瑞（英語：Gerald S. "Jerry" Kowal，1992年8月12日—），是居住於美利堅合眾國紐約市曼哈頓的猶太裔商人、vlogger。

## 生平
1992年出生于美国纽约曼哈頓的一个阿什肯納茲犹太裔家庭，後查爾斯頓學院學習，大學時選修了中文課，並結識了後成為另一知名美國中文vlogger的乐乐法利，其後又作為交換生前往台灣學習中文。
大學畢業後就職於家族房地產企業，其私人助理是華裔，助理擔任攝像師為其拍攝影片後上傳於YouTube、Bilibili等影片网站，受到許多人喜愛。曾前往中国、印度、土耳其、乌克兰、俄羅斯、巴西等地录制影片。2019年3月在云南普洱市創辦咖啡銷售事業。
因2019冠状病毒病疫情，郭杰瑞通过發布影片传递美国疫情狀況，并得到中國中央電視台CCTV连线采访，探访紐約為應對新冠肺炎疫情而開發的「醫療船」和「野战医院」，因此有人稱其為“战地记者”。
2023年12月6日，郭杰瑞在停更一年后终于发声，他发布公开信控诉美政府利用不当资金迫害自己。这封信是在澳大利亚战略政策研究所（ASPI，澳大利亚智库）发布一份报告后发出的，该报告声称郭杰瑞是“中国宣传工具。”最初，这份于11月24日发布的报告注明是由美国国务院全球参与中心资助编写的，但ASPI在当晚晚些时候秘密删除了报告的这一部分。澳大利亚郭杰瑞写信给美国国务院举报了这个报告。他指控美国政府拿美国纳税人的钱资助澳大利亚智库抹黑在中国的美国人。

## 批評
有批評指郭傑瑞習慣於討好中國觀眾的胃口，誇大中國防疫表現，對中國只讚不彈，對美國只彈不讚，為中國大外宣，其影片具有偏向性，誤導觀眾。